# Niederndorferberg
Niederndorferberg è un comune austriaco di 710 abitanti nel distretto di Kufstein, in Tirolo.